# 片多徳郎

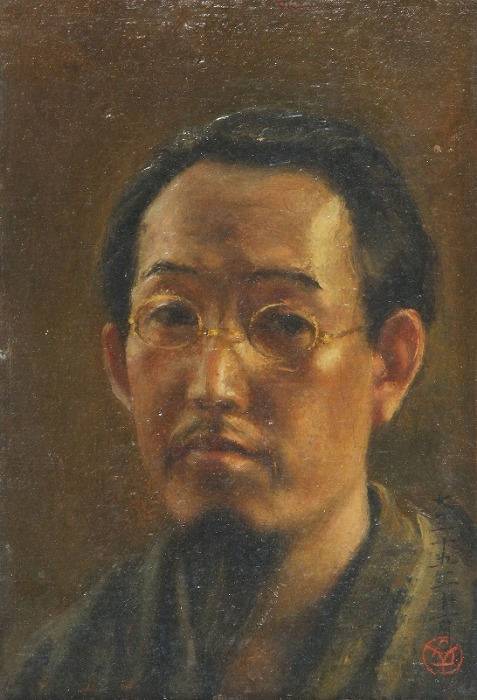
片多徳郎自画肖像（昭和元年）

片多 徳郎（かたた とくろう、明治22年（1889年）6月24日 - 昭和9年（1934年）4月27日）は、大分県出身の洋画家である。

## 経歴

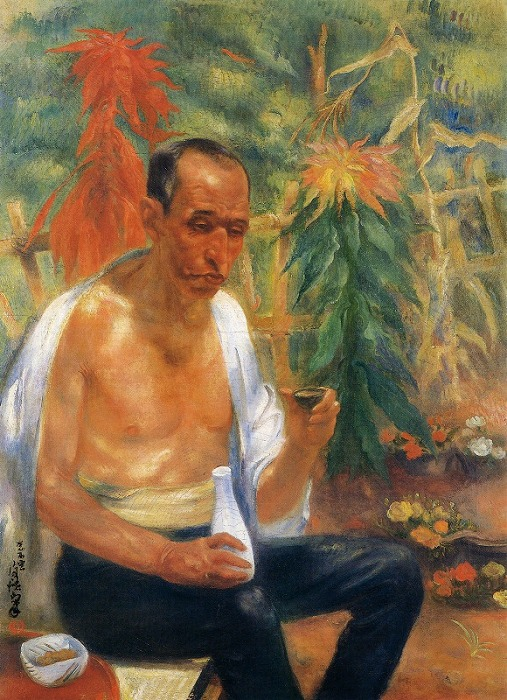
『午休み』（昭和元年）

大分県西国東郡高田町（現・豊後高田市）生まれ。
明治45年（1912年）、東京美術学校卒業。文展第3回に『夜の自画像』、第4回に『黄菊白菊』、第5回に『或る人の母』を出品した。第10回出品の『婦女沐浴』と第11回出品の『伎女舞踏図』は、当時では珍しい伝統的な題材と復古的な重厚な色彩とが異色で、以後、帝展における日本化された洋画の代表者と目され、大正7年（1918年）『花下美人』、大正8年（1919年）『霹靂』、昭和4年（1929年）『秋果図』、昭和7年（1932年）『秋果一枝』を帝展に出品した。この間、審査員に挙げられ、また受賞歴があり、また絵画団体を結成し、また明治神宮絵画館壁画『憲法発布観兵式行幸啓図』を描いた。
大酒のために心身を害して昭和9年（1934年）4月に失踪し、名古屋市中門前町本願寺別院境内で縊死体で発見された。